# صحافة غونزو

رمز "قبض گونزو" والذي يتسم بإبهامين وأربعة أصابع تمسك بقعة من صبار الپَيُوتي، استخدم للمرة الأولى في حملة هانتر طومسون الانتخابية لمنصب حاكم مقاطعة بيتكين بولاية كولورادو. أصبح رمزا لطومسون ولصحافة گونزو بحد ذاتها.

صحافة گونزو أسلوب صحافة بلا مزاعم  بالموضوعية، وكثيرا ما يكون الكاتب جزءا من الموضوع من خلال صيغة المتكلم. كلمة «گونزو» يعتقد أنها استخدمت للمرة الأولى في 1970 لوصف مقال لهانتر طومسون، الذي يعود له الفضل في شعبية الأسلوب. إنه أسلوب حماسي فيما الكاتب هو بطل القصة، ومصدر قوته هو مزيج من النقد الاجتماعي والهجاء الذاتي. وصارت كلمة «گونزو» تصطلح على أشكال أخرى من الفنون التصورية الذاتية كذلك. 